# Spokane Valley (Washington)
Spokane Valley je grad u američkoj saveznoj državi Washington. Prema popisu stanovništva iz 2010. u njemu je živjelo 89.755 stanovnika.